# 圣母大学爱尔兰战士队
圣母大学爱尔兰战士队（英語：Notre Dame Fighting Irish）代表圣母大学参加国家大学体育协会（NCAA）第一级别的23项校际体育赛事，其中在许多项目中属于大西洋沿岸联盟。圣母大学也是全美同时参加NCAA最高级别的男子美式足球与男子冰球比赛的15所学校之一。学校的代表色为金色与蓝色，吉祥物为拉布列康。

## 项目
圣母大学爱尔兰战士队有25支运动队，其中男子12支、女子12支、男女混合1支。
| - 男子 - 棒球 - 篮球 - 越野 - 美式足球 - 高尔夫 - 冰球 - 袋棍球 - 足球 - 游泳与跳水 - 网球 - 田径 | - 女子 - 篮球 - 越野 - 高尔夫 - 袋棍球 - 赛艇 - 足球 - 垒球 - 游泳与跳水 - 网球 - 田径 - 排球 |

- 男女混合
  - 击剑

## 全国冠军
圣母大学爱尔兰战士队获得过19次NCAA全国冠军：
- 男子（7次）
  - 越野（1次）：1957年
  - 击剑（3次）：1977年、1978年、1986年
  - 高尔夫（1次）：1944年
  - 足球（1次）：2013年
  - 网球（1次）：1959年
- 女子（6次）
  - 篮球（2次）：2001年、2018年
  - 击剑（1次）：1987年
  - 足球（3次）：1995年、2004年、2010年
- 男女混合（6次）
  - 击剑：1994年、2003年、2005年、2011年、2017年、2018年

以下为圣母大学声称拥有、但没有被NCAA背书的14个全国冠军头衔：
- 篮球（2次）：1927年、1936年
- 网球（1次）：1944年
- 美式足球（11次）：1924年、1929年、1930年、1943年、1946年、1947年、1949年、1966年、1973年、1977年、1988年